# Halloween, une fête d'enfer
Halloween, une fête d'enfer est un livre de la collection Chair de poule, créée et écrite par l'auteur R.L. Stine. Dans la collection française Bayard Poche, ce livre est le 65e de la collection. Il est traduit de l'américain par Gigi Bay.

## Histoire
Ce livre est divisé en trois nouvelles horrifiques et pleines d'astuces pour les enfants, par exemple : 
- Réaliser des cartes d'invitation.
- Fabriquer des costumes.
- Comment offrir un "buffet vraiment dégoûtant".
- Et surtout comment bien s'amuser avec "les jeux terrifiants".

## Nouvelles
1. L'Épreuve de la peur (The House of No Return - histoire incluse dans le recueil Tales to Give You Goosebumps aux USA).
2. La Momie qui ricanait (Don't Wake Mummy - histoire incluse dans le recueil Even More Tales to Give You Goosebumps aux USA).
3. Piégé dans la vidéothèque (Dr. Horror's House of Video - histoire incluse dans le recueil More Tales to Give You Goosebumps aux USA).

## Anecdotes
Pour des raisons inconnues, ce 65ème tome est le seul de la collection à n'avoir jamais été réédité depuis sa première édition datant de 2000. Il est néanmoins facile à trouver sur le marché de l'occasion, étant sorti à une période durant laquelle la collection était un véritable phénomène de société et disposait de gros tirages à la nouveauté.